# Bezmer (Dobritsj)
Bezmer (Bulgaars: Безмер) is een dorp in het noordoosten van Bulgarije. Het dorp is gelegen in de gemeente Tervel, oblast Dobritsj. De afstand naar Dobritsj is hemelsbreed 42 km, terwijl de hoofdstad Sofia op 352 km afstand ligt.

## Bevolking
Op 31 december 2019 werden er 1.237 inwoners geregistreerd door het Nationaal Statistisch Instituut van Bulgarije, een daling vergeleken met het maximum van 2.553 personen in 1965.
|  |

Het dorp heeft een gemengde bevolkingssamenstelling. In februari 2011 was er geen bevolkingsgroep die de meerderheid van de bevolking vormde. De grootste etnische groep vormden de 325 Bulgaarse Turken (40%), op de voet gevolgd door de 278 Roma (34%) en de 197 etnische Bulgaren (24%). 7 respondenten (1%) gaven geen definieerbare etniciteit op of behoorden tot een andere etnische groep.
| Etniciteit   | Aantal | %     |
| ------------ | ------ | ----- |
| Bulgaren     | 197    | 24,4% |
| Turken       | 325    | 40,3% |
| Roma         | 278    | 34,4% |
| Overig       | 7      | 0,9%  |
| Respondenten | 807    |       |